# SaGa (serie de videojuegos)
SaGa (サガ?) es una serie de videojuegos de rol desarrollados anteriormente por Square, y actualmente propiedad de Square Enix. La serie se originó en Game Boy en 1989 como una creación de Akitoshi Kawazu. Desde entonces, ha continuado en múltiples plataformas, desde Super Nintendo hasta PlayStation Vita. La serie destaca por su énfasis en la exploración del mundo abierto, las tramas no lineales ramificadas y, en ocasiones, la jugabilidad poco convencional. Esto distinguió la serie de la mayoría de los títulos de Square. Actualmente hay diez juegos principales en la serie SaGa, junto con varios ports y remakes mejorados. 

## Desarrollo
La serie SaGa fue creada por el diseñador de juegos Akitoshi Kawazu, quien había participado con anterioridad como diseñador en Final Fantasy y Final Fantasy II . Los orígenes de la serie se remontan a una época en la que la consola portátil Game Boy de Nintendo se estaba volviendo popular en todo el mundo debido al juego de puzle Tetris, momento en el que el entonces presidente de Square, Masashi Miyamoto, solicitó que un equipo de desarrollo creara un juego para dicha consola. Kawazu y su colega diseñador Koichi Ishii sugirieron a la compañía desarrollar un videojuego de rol, convirtiendo así a Makai Tōshi Sa·Ga (más tarde lanzado en Norteamérica como The Final Fantasy Legend) en el primer título portátil de la compañía. El juego fue diseñado para ser difícil, aspecto descrito por Kawazu como la principal diferencia entre las series SaGa y Final Fantasy. Las ilustraciones de los personajes en todos los juegos de la serie SaGa fueron realizadas por Tomomi Kobayashi, quien también realizó las ilustraciones para el MMORPG Granado Espada. A pesar de la longevidad de la serie, desde 2008 ninguno de los diez equipos de producción de Square Enix está asignado a la franquicia. Akitoshi Kawazu y Production Team 2 están dedicados a la serie Final Fantasy Crystal Chronicles.

## Elementos comunes
La serie SaGa enfatiza la jugabilidad no lineal y la exploración de un mundo abierto, con tramas ramificadas abiertas y un estilo libre de desarrollo de personajes que la separa de la serie Final Fantasy, más lineal. Sin embargo, al igual que la serie Final Fantasy, los juegos de la serie SaGa comparten poca o ninguna continuidad entre sí en lo que a historia se refiere. 
La serie SaGa también se considera una sucesora de Final Fantasy II, que introdujo un sistema de progresión basado en actividades más abierto que fue abandonado por juegos posteriores de Final Fantasy pero abrazado por Makai Tōshi Sa·Ga (The Final Fantasy Legend), que lo amplió con armas que se rompen con el uso repetido y con nuevas ideas, como una raza de monstruos que mutan dependiendo de los enemigos derrotados que consuman.
Los primeros juegos de la serie también presentan algunos elementos y temas de juego comunes establecidos por primera vez en Final Fantasy, como encuentros aleatorios con enemigos, pero la mayoría de estos desaparecen con los juegos de Romancing SaGa. También presenta un sistema de batalla similar por turnos, donde la habilidad de un personaje es determinada por valores numéricos llamados "estadísticas" que, a su vez, aumentan con la experiencia de combate. Dado el aspecto abierto de la jugabilidad y la capacidad de jugar a través de múltiples escenarios de personajes, los juegos de la serie SaGa ponen un gran énfasis en la repetibilidad. 
Desde el Makai Tōshi Sa·Ga original, gran parte de la serie se ha basado en historias y misiones secundarias vagamente conectadas en lugar de una narración épica. Makai Tōshi Sa·Ga permitió a los jugadores viajar a través de mundos diferentes. Romancing SaGa amplió la apertura al ofrecer muchas opciones y permitir a los jugadores completar misiones en cualquier orden, con la decisión de participar o no en una misión particular con efectos en el resultado de la historia. El juego también permitió a los jugadores elegir entre ocho personajes diferentes, cada uno con sus propias historias que comienzan en diferentes lugares y ofrecen diferentes resultados. Romancing SaGa logró proporcionar una experiencia muy diferente durante cada partida, algo que juegos de rol no lineales posteriores como SaGa Frontier y Fable habían prometido pero no pudieron cumplir. También introdujo un sistema donde hasta cinco miembros del grupo pueden realizar un ataque especial combinado y un sistema de mentores para enseñar a los personajes diferentes habilidades (ya sea el uso de ciertas armas o habilidades para abrir cofres o desactivar trampas). 
Mientras que en el Romancing SaGa original el argumento cambiaba de acuerdo con las opciones de diálogo durante las conversaciones, Romancing SaGa 2 amplió aún más la apertura al tener historias únicas para cada personaje que pueden cambiar dependiendo de las acciones del jugador, incluido quién se elige, qué se dice en la conversación, qué eventos han ocurrido y quién está presente en el grupo. Romancing SaGa 3 presentó una historia que podía contarse de manera diferente desde la perspectiva de hasta ocho personajes diferentes e introdujo un sistema de escalado de nivel donde los enemigos se fortalecen a medida que los personajes lo hacen, una mecánica que luego se usó en Final Fantasy VIII, The Elder Scrolls IV: Oblivion, Silverfall, Dragon Age: Origins, Fallout 3 y The Elder Scrolls V: Skyrim. SaGa Frontier expandió aún más la jugabilidad no lineal de sus predecesores Romancing SaGa, con una configuración que abarca múltiples planetas y una trama general que se hace evidente después de jugar a través de cada una de las misiones de los diferentes personajes, que se entrecruzan en ciertos lugares. 

## Juegos

### Final Fantasy Legend
El primer RPG en una videoconsola portátil y el primero con función de ahorro de batería.
| Nombre                   | Plataforma                                       | Fecha de lanzamiento en Japón | Fecha de lanzamiento en Norteamérica | Fecha de lanzamiento en Europa | Notas |
| ------------------------ | ------------------------------------------------ | ----------------------------- | ------------------------------------ | ------------------------------ | --- |
| The Final Fantasy Legend | Game Boy                                         | 15 de diciembre de 1989       | 30 de septiembre de 1990             | -                              | Versión original. El título Final Fantasy Legend fue utilizado en Norteamérica para aumentar sus ventas dada la popularidad de dicha serie, algo que también ocurrió con la serie Mana. |
| Makai Tōshi Sa·Ga        | WonderSwan Color                                 | 20 de marzo de 2002           | -                                    | -                              | Remake. Lanzado exclusivamente en Japón. |
| Makai Tōshi Sa·Ga        | Móviles compatibles con i-mode                   | 2 de julio de 2007            | -                                    | -                              | Port del remake para dispositivos móviles japoneses. |
| Makai Tōshi Sa·Ga        | Móviles compatibles con EZ-Web                   | 13 de diciembre de 2007       | -                                    | -                              | Port del remake para dispositivos móviles japoneses. |
| Makai Tōshi Sa·Ga        | Móviles compatibles con Yahoo! Mobile (SoftBank) | 12 de marzo de 2008           | -                                    | -                              | Port del remake para dispositivos móviles japoneses. |

### Final Fantasy Legend II
Segundo juego de la serie. Mantuvo las mismas clases de personajes que su predecesor, pero introdujo un quinto aliado que a veces ayuda al grupo en combate. La historia está más desarrollada que el primer juego, con un viaje que abarca más de una docena de mundos.
| Nombre                                    | Plataforma  | Fecha de lanzamiento en Japón | Fecha de lanzamiento en Norteamérica | Fecha de lanzamiento en Europa | Notas                          |
| ----------------------------------------- | ----------- | ----------------------------- | ------------------------------------ | ------------------------------ | ------------------------------ |
| Final Fantasy Legend II                   | Game Boy    | 14 de diciembre de 1990       | 1 de noviembre de 1991               | -                              | Versión original.              |
| SaGa 2: Hihō Densetsu: Goddess of Destiny | Nintendo DS | 17 de septiembre de 2009      | -                                    | -                              | Remake. Solo lanzado en Japón. |

### Final Fantasy Legend III
Tercer juego de la serie y último lanzado en Game Boy. Tomando un estilo más cercano a Final Fantasy, el juego reemplazó el sistema de crecimiento de estadísticas de los personajes de los anteriores por un sistema de subida de nivel con puntos de experiencia. Además, los personajes controlables son fijos (dos humanos y dos mutantes) y tienen su propia historia predeterminada.
| Nombre                                 | Plataforma  | Fecha de lanzamiento en Japón | Fecha de lanzamiento en Norteamérica | Fecha de lanzamiento en Europa | Notas                          |
| -------------------------------------- | ----------- | ----------------------------- | ------------------------------------ | ------------------------------ | ------------------------------ |
| Final Fantasy Legend III               | Game Boy    | 13 de diciembre de 1991       | 29 de septiembre de 1993             | -                              | Versión original.              |
| SaGa 3: Jikū no Hasha: Shadow or Light | Nintendo DS | 6 de enero de 2011            | -                                    | -                              | Remake. Solo lanzado en Japón. |

### Romancing SaGa
Cuarto juego principal de la serie y primero de la trilogía Romancing SaGa, originalmente solo lanzados en Japón. El juego permite a los jugadores elegir entre uno de los ocho escenarios de personajes disponibles.
| Nombre                        | Plataforma                                       | Fecha de lanzamiento en Japón | Fecha de lanzamiento en Norteamérica | Fecha de lanzamiento en Europa | Notas |
| ----------------------------- | ------------------------------------------------ | ----------------------------- | ------------------------------------ | ------------------------------ | --- |
| Romanshingu Sa·Ga             | Super Nintendo                                   | 28 de enero de 1992           | -                                    | -                              | Versión original. Solo lanzada en Japón. |
| Romanshingu Sa·Ga             | WonderSwan Color                                 | 21 de diciembre de 2001       | -                                    | -                              | Port. Solo lanzado en Japón. |
| Romancing SaGa: Minstrel Song | PlayStation 2                                    | 21 de abril de 2005           | 11 de octubre de 2005                | -                              | Remake. Actualmente es la única versión del juego lanzada fuera de Japón. En Japón fue titulado Romancing Saga: Minstrel Song, pero fue simplemente llamado Romancing Saga en Norteamérica. |
| Romanshingu Sa·Ga             | Móviles compatibles con i-mode                   | 5 de marzo de 2009            | -                                    | -                              | Port del original. |
| Romanshingu Sa·Ga             | Móviles compatibles con Yahoo! Mobile (SoftBank) | 18 de marzo de 2009           | -                                    | -                              | Port del original. |
| Romanshingu Sa·Ga             | Móviles compatibles con EZ-Web                   | 9 de julio de 2009            | -                                    | -                              | Port del original. |

### Romancing SaGa 2
Quinto juego principal de la serie y segundo de la subserie Romancing Saga. La historia del juego se desarrolla a través de varias generaciones, por lo que los personajes controlados van cambiando a lo largo del juego.
| Nombre              | Plataforma                                               | Fecha de lanzamiento en Japón | Fecha de lanzamiento en Norteamérica | Fecha de lanzamiento en Europa | Notas                                   |
| ------------------- | -------------------------------------------------------- | ----------------------------- | ------------------------------------ | ------------------------------ | --------------------------------------- |
| Romanshingu Sa·Ga 2 | Super Nintendo                                           | 10 de diciembre de 1993       | -                                    | -                              | Versión original. Solo lanzada en Japón |
| Romanshingu Sa·Ga 2 | Móviles compatibles con i-mode                           | 1 de noviembre de 2011        | -                                    | -                              |                                         |
| Romanshingu Sa·Ga 2 | Móviles compatibles con EZ-Web                           | Primavera de 2011             | -                                    | -                              |                                         |
| Romancing SaGa 2    | Android iOS                                              | 24 de marzo de 2016           | 26 de mayo de 2016                   | 26 de mayo de 2016             |                                         |
| Romancing SaGa 2    | PlayStation Vita                                         | 24 de marzo de 2016           | 15 de diciembre de 2017              | 15 de diciembre de 2017        |                                         |
| Romancing SaGa 2    | PlayStation 4 Microsoft Windows Nintendo Switch Xbox One | 15 de diciembre de 2017       | 15 de diciembre de 2017              | 15 de diciembre de 2017        |                                         |

### Romancing SaGa 3
Sexto juego principal de la serie y tercero de la subserie Romancing Saga. Presenta un sistema de batalla similar a Final Fantasy II y los dos primeros SaGa, donde las acciones de los personajes determinan el desarrollo de sus atributos.
| Nombre              | Plataforma                                                                            | Fecha de lanzamiento en Japón | Fecha de lanzamiento en Norteamérica | Fecha de lanzamiento en Europa | Notas                                    |
| ------------------- | ------------------------------------------------------------------------------------- | ----------------------------- | ------------------------------------ | ------------------------------ | ---------------------------------------- |
| Romanshingu Sa·Ga 3 | Super Nintendo                                                                        | 11 de noviembre de 1995       | -                                    | -                              | Versión original. Solo lanzada en Japón. |
| Romancing SaGa 3    | PlayStation 4 PlayStation Vita Microsoft Windows Nintendo Switch Xbox One Android iOS | 11 de noviembre de 2019       | 11 de noviembre de 2019              | 11 de noviembre de 2019        |                                          |

### SaGa Frontier
Séptimo juego principal de la serie. Al igual que en juegos anteriores, el juego presenta distintas historias que dependen del personaje elegido.
| Nombre        | Plataforma  | Fecha de lanzamiento en Japón | Fecha de lanzamiento en Norteamérica | Fecha de lanzamiento en Europa | Notas |
| ------------- | ----------- | ----------------------------- | ------------------------------------ | ------------------------------ | --- |
| SaGa Frontier | PlayStation | 11 de julio de 1997           | 24 de marzo de 1998                  | -                              | Versión original. Fue el primero en ser lanzado en Norteamérica desde Final Fantasy Legend III y el primero en utilizar el nombre SaGa en ese territorio. |

### SaGa Frontier 2
Octavo juego principal de la serie. El juego presenta dos historias separadas que transcurren a lo largo de tres generaciones.
| Nombre          | Plataforma  | Fecha de lanzamiento en Japón | Fecha de lanzamiento en Norteamérica | Fecha de lanzamiento en Europa | Notas |
| --------------- | ----------- | ----------------------------- | ------------------------------------ | ------------------------------ | --- |
| SaGa Frontier 2 | PlayStation | 1 de abril de 1999            | 31 de enero de 2000                  | 22 de marzo de 2000            | Versión original. Fue el primero en ser lanzado en territorios PAL. Emplea gráficos en 2D pintados a mano en acuarela. |

### Unlimited SaGa
Noveno juego principal de la serie. Difiere de anteriores juegos de la serie por su mecánica de batalla conocida como "Reel System" y por sus semejanzas a un juego de mesa.
| Nombre         | Plataforma    | Fecha de lanzamiento en Japón | Fecha de lanzamiento en Norteamérica | Fecha de lanzamiento en Europa | Notas                                                           |
| -------------- | ------------- | ----------------------------- | ------------------------------------ | ------------------------------ | --------------------------------------------------------------- |
| Unlimited SaGa | PlayStation 2 | 19 de diciembre de 2002       | 17 de junio de 2003                  | 31 de octubre de 2003          | Versión original. Combina gráficos en 2D y 3D ("Sketch Motion") |

### Emperors SaGa
Juego gratuito con microtransacciones lanzado en la red social japonesa GREE. Utiliza un sistema de combate con cartas digitales.
| Nombre        | Plataforma | Fecha de lanzamiento en Japón | Fecha de lanzamiento en Norteamérica | Fecha de lanzamiento en Europa | Notas                                       |
| ------------- | ---------- | ----------------------------- | ------------------------------------ | ------------------------------ | ------------------------------------------- |
| Emperors SaGa | GREE       | 18 de septiembre de 2012      | -                                    | -                              | Versión original. Solo disponible en Japón. |

### Imperial SaGa
Juego gratuito con microtransacciones de navegador web. Su cierre se produjo el 26 de diciembre de 2019, por lo que no se puede acceder desde entonces.
| Nombre        | Plataforma      | Fecha de lanzamiento en Japón | Fecha de lanzamiento en Norteamérica | Fecha de lanzamiento en Europa | Notas                                                             |
| ------------- | --------------- | ----------------------------- | ------------------------------------ | ------------------------------ | ----------------------------------------------------------------- |
| Imperial SaGa | Navegadores web | 18 de junio de 2015           | -                                    | -                              | Versión original. Solo jugable con una cuenta de Yahoo! japonesa. |

### SaGa: Scarlet Grace
Décimo juego principal de la serie.
| Nombre                          | Plataforma                                                  | Fecha de lanzamiento en Japón | Fecha de lanzamiento en Norteamérica | Fecha de lanzamiento en Europa | Notas                                    |
| ------------------------------- | ----------------------------------------------------------- | ----------------------------- | ------------------------------------ | ------------------------------ | ---------------------------------------- |
| SaGa: Scarlet Grace             | PlayStation Vita                                            | 15 de diciembre de 2016       | -                                    | -                              | Versión original. Solo lanzada en Japón. |
| SaGa: Scarlet Grace - Ambitions | PlayStation 4 Microsoft Windows Nintendo Switch Android iOS | 2 de agosto de 2018           | 3 de diciembre de 2019               | 3 de diciembre de 2019         |                                          |

### Romancing SaGa Re;univerSe
Juego para teléfonos inteligentes. Presenta una historia original que se desarrolla 300 años después de Romancing SaGa 3, con personajes de juegos anteriores y con sistemas de juego ya establecidos en la serie.
| Nombre                     | Plataforma  | Fecha de lanzamiento en Japón | Fecha de lanzamiento en Norteamérica | Fecha de lanzamiento en Europa | Notas                                                                                      |
| -------------------------- | ----------- | ----------------------------- | ------------------------------------ | ------------------------------ | ------------------------------------------------------------------------------------------ |
| Romancing SaGa Re;univerSe | Android iOS | 6 de diciembre de 2018        | A confirmar (2020)                   | A confirmar (2020)             | Versión original. A fecha de noviembre de 2019 cuenta con más de 15 millones de descargas. |

### Imperial SaGa Eclipse
Juego gratuito con microtransacciones de navegador web. Secuela de Imperial SaGa, fue anunciado como reemplazo del original.
| Nombre                | Plataforma      | Fecha de lanzamiento en Japón | Fecha de lanzamiento en Norteamérica | Fecha de lanzamiento en Europa | Notas                                                             |
| --------------------- | --------------- | ----------------------------- | ------------------------------------ | ------------------------------ | ----------------------------------------------------------------- |
| Imperial SaGa Eclipse | Navegadores web | 31 de octubre de 2019         | -                                    | -                              | Versión original. Solo jugable con una cuenta de Yahoo! japonesa. |

## Música
La música en la serie SaGa ha sido compuesta por varias personas, la más destacada de las cuales es Kenji Ito, quien también compuso algunas bandas sonoras para la serie Mana. Nobuo Uematsu, responsable de una gran parte de la música de la serie Final Fantasy, compuso únicamente The Final Fantasy Legend y cocompuso Final Fantasy Legend II con Ito. Ryuji Sasai y Chihiro Fujioka trabajaron juntos en Final Fantasy Legend III. SaGa Frontier 2 y Unlimited Saga se acreditan a Masashi Hamauzu .

## Recepción
| Juego                         | Unidades vendidas (millones) | Puntuación de Famitsu | Puntuación de GameRankings |
| ----------------------------- | ---------------------------- | --------------------- | -------------------------- |
| The Final Fantasy Legend      | 1,3                          | 35/40                 | 51% (4 reseñas)            |
| Final Fantasy Legend II       | -                            | 33/40                 | 90% (2 reseñas)            |
| Final Fantasy Legend III      | -                            | 29/40                 | 75% (3 reseñas)            |
| Romancing SaGa                | 1,32                         | 31/40                 | -                          |
| Romancing SaGa 2              | 1,5                          | 26/40                 | -                          |
| Romancing SaGa 3              | 1,3                          | 34/40                 | -                          |
| SaGa Frontier                 | 1,1                          | 31/40                 | 71% (11 reseñas)           |
| SaGa Frontier 2               | 0,67                         | 35/40                 | 74% (27 reseñas)           |
| Unlimited SaGa                | 0,43                         | 31/40                 | 52% (43 reseñas)           |
| Romancing SaGa: Minstrel Song | 0,45                         | 32/40                 | 63% (30 reseñas)           |

 Los juegos de la serie SaGa han sido populares en Japón, muchos de ellos vendiendo más de un millón de unidades. A fecha de marzo de 2011, la serie ha vendido más de 9,9 millones de unidades. En 2006, los lectores de Famitsu votaron a Romancing SaGa como el 53.º mejor videojuego de todos los tiempos, y a SaGa 2 como el 94.º mejor videojuego de todos los tiempos. Los juegos de la serie también recibieron críticas generalmente positivas de publicaciones japonesas como Famitsu y Dengeki. 
Sin embargo, la serie se ha mantenido menos popular en Norteamérica, donde muchos de los juegos recibieron críticas variadas de publicaciones impresas y en línea. Se ha sugerido que esto se debe al sistema de juego aparentemente experimental de la serie y al permitir que el jugador deambule libremente con poca dirección o narrativa, lo que es atípico de lo que muchos jugadores norteamericanos suelen esperar de los videojuegos de rol japoneses. En su artículo "Overrated/Underrated" de septiembre de 2004, la Official U.S. PlaySation Magazine citó a la serie SaGa como "arruinada" en su transición a PlayStation 2, citando principalmente a Unlimited SaGa. 